# 萨伊勒塞克
萨伊勒塞克（法語：Sailly-le-Sec，法語發音：[saji lə sɛk]）是法国上法蘭西大區索姆省的一个市镇，属于佩罗讷区。

## 地理
萨伊勒塞克（49°55'14"N, 2°34'57"E）面积6.74 平方千米，位于法国上法蘭西大區索姆省，该省份为法国北部沿海省份，北起加来海峡省和北部省，西接滨海塞纳省和大西洋英吉利海峡，南至瓦兹省，东临埃纳省。
与萨伊勒塞克接壤的市镇（或旧市镇、城区）包括：勒阿梅勒、梅里库尔拉贝、萨伊洛雷特、特勒、韦尔苏科尔比、索姆河畔沃、昂克尔河畔维尔。

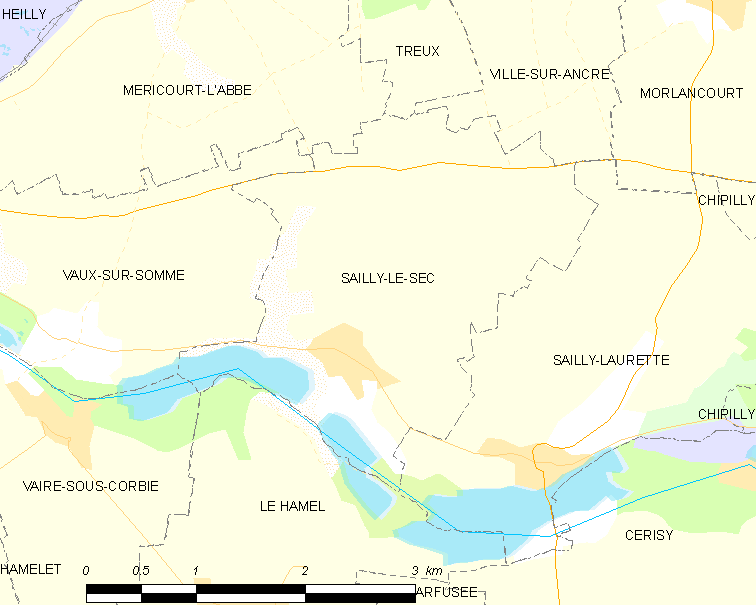
萨伊勒塞克的OSM定位图

萨伊勒塞克的时区为UTC+01:00、UTC+02:00（夏令时）。

## 行政
萨伊勒塞克的邮政编码为80800，INSEE市镇编码为80694。

## 政治
萨伊勒塞克所属的省级选区为科尔比县。

## 人口

1962-2008年间萨伊勒塞克人口变化图示

萨伊勒塞克于2022年1月1日时的人口数量为350人。